# Josephine Barstow
Pour les articles homonymes, voir Barstow.
Josephine Clare Barstow, née le 27 septembre 1940 à Sheffield au Royaume-Uni, est une soprano britannique.

## Biographie
Née le 27 septembre 1940 à Sheffield, Josephine Barstow fait ses études à l'université de Birmingham avant d'entrer dans la compagnie Opera for All en 1964. Elle étudie au London Opera Center puis entre dans la troupe du Sadler's Wells Opera de 1967 à 1968.
À partir de 1968 elle chante à l'Opéra national du pays de Galles puis, en 1969, elle est invitée à Covent Garden où elle se produit régulièrement.
Le 28 mars 1977, elle fait ses débuts au Metropolitan Opera dans le rôle de Musetta dans La Bohème, de Giacomo Puccini.
En 1983, elle chante le rôle de Gudrune dans L'Anneau du Nibelung de Richard Wagner.
En 1985, elle est nommée commandeur de l'ordre de l'Empire britannique.
Son répertoire s'étend des rôles traditionnels aux rôles contemporains. Elle s'est particulièrement imposée dans les rôles de Salomé, Lady Macbeth, Violetta, Octavian et Jenufa. Elle a également créé des œuvres de Michael Tippett et Hans Werner Henze.

## Sources
- Nicolas Slonimsky, Alain Paris et Marie-Stella Paris, Dictionnaire biographique des musiciens, R. Laffont, 1995 (ISBN 2-221-06510-7, 978-2-221-06510-5 et 2-221-06787-8, OCLC 33096600, lire en ligne)